# Médipôle Lyon-Villeurbanne
Le Médipôle Lyon-Villeurbanne est un centre hospitalier privé situé à Villeurbanne (France). C’est le plus grand de France.
Le site comprend deux identités juridiques distinctes, le groupe Ramsay Santé d'une part (chirurgie, réanimation, soins intensifs, cardiologie, néphrologie, chirurgie de la main, dialyse) et le groupe mutualiste Résamut (Réseau de santé mutualiste : MGEN, EOVI-MCD, Radiance, MBTPSE) d'autre part (urgences, médecine, maternité, soins de suite, néonatalogie, réadaptation).